# ジュネイト・チャクル
ジュネイト・チャクル （「ジュネイト・チャキル」とも、Cüneyt Çakır、トルコ語発音: [ˈdʒynejt ˈtʃakɯɾ] 、1976年11月23日 - ）は、トルコの元サッカー審判員。2006年から国際サッカー連盟（FIFA）登録の国際審判員として、2010年からは欧州サッカー連盟（UEFA）エリートメンバーとしても活動していた。

## 審判としてのキャリア
チャクルは12のスュペル・リグダービーを含む250以上の試合を審判しており、そのうち5つはフェネルバフチェSKとガラタサライSKの間で行われるクタラララス・デルビ（インターコンチネンタル・ダービー）である。2009年にスウェーデンで開催されたUEFA U-21欧州選手権決勝の審判員に選ばれ、準決勝でのホストに対するイングランドのPK戦の勝利を含む3試合を担当した。
彼は2003年7月にスコントFCとスリマ・ワンダラーズの間で行われたUEFAチャンピオンズリーグ予選ラウンドの第4審としてUEFAデビューを果たす。また、オーストリアで開催されたUEFA U-19欧州選手権2007で2試合を担当し、UEFA EURO 2008の予選でも2試合を担当した。
国際審判員としてのデビューはUEFAカップ 2008-09のグループステージ・FCトゥウェンテとシャルケ04の試合で、計2試合を担当した。さらにUEFAヨーロッパリーグ 2009-10準決勝第2レグでフラムがハンブルガーSVを下した試合を担当した。彼はこのシーズン、合計7試合を担当した。
2010年9月29日、チャクルはUEFAチャンピオンズリーグ 2010-11 グループステージ・グループDのルビン・カザンvsバルセロナ（1対1で引き分け）を担当。また、同じ大会で2010年11月3日にチェルシーvsスパルタク・モスクワの試合を担当した。 
2011年3月17日にはUEFAヨーロッパリーグラウンド16・マンチェスター・シティvsディナモ・キーウの2ndレグを担当したが、この試合でチャキルは36分にマリオ・バロテッリに退場処分を下し、8枚のイエローカードを提示した。 2011年8月には、コロンビアで開催された2011 FIFA U-20ワールドカップで準決勝を含む5試合を担当した。
2012年4月24日、バルセロナのカンプ・ノウで開催されたUEFAチャンピオンズリーグ準決勝・バルセロナvsチェルシーの一戦を担当。前半にジョン・テリーを退場させた。同年6月11日には、UEFA EURO 2012のウクライナvsスウェーデンの試合を担当している。
6月18日にはEURO 2012のイタリアvsアイルランドの試合も担当し、ボールからディフェンダーの壁までの距離を確保することに関しては非常に正確だった が、試合終了1分前にアイルランドのキース・アンドリュースに退場処分を下し、アイルランド人の怒りを買った。準々決勝の試合の審判を主審として担当することはなかったが、イングランドvsイタリアの試合で第4審を担当した。2012年6月27日、彼はポルトガルvsスペインの準決勝を担当し、延長戦を含む120分の間に9枚のイエローカードを出した。 
2012年7月1日、キエフで行われたUEFA EURO 2012決勝・スペインvsイタリアの第4審を担当。 同年12月14日、横浜で行われたFIFAクラブワールドカップ2012決勝・コリンチャンスvsチェルシーの一戦を担当。ガリー・ケーヒルにレッドカードを提示した。
2013年3月5日、チャクルはUEFAチャンピオンズリーグ2012-13ラウンド16・マンチェスター・ユナイテッドvsレアル・マドリードの2ndレグを担当。試合の後半にマンチェスターユナイテッドのナニを退場させ、この判定にアレックス・ファーガソンが激高するなど、物議を醸した。2014年7月9日には、サンパウロで行われた2014 FIFAワールドカップ準決勝・オランダvsアルゼンチンの主審を担当した。

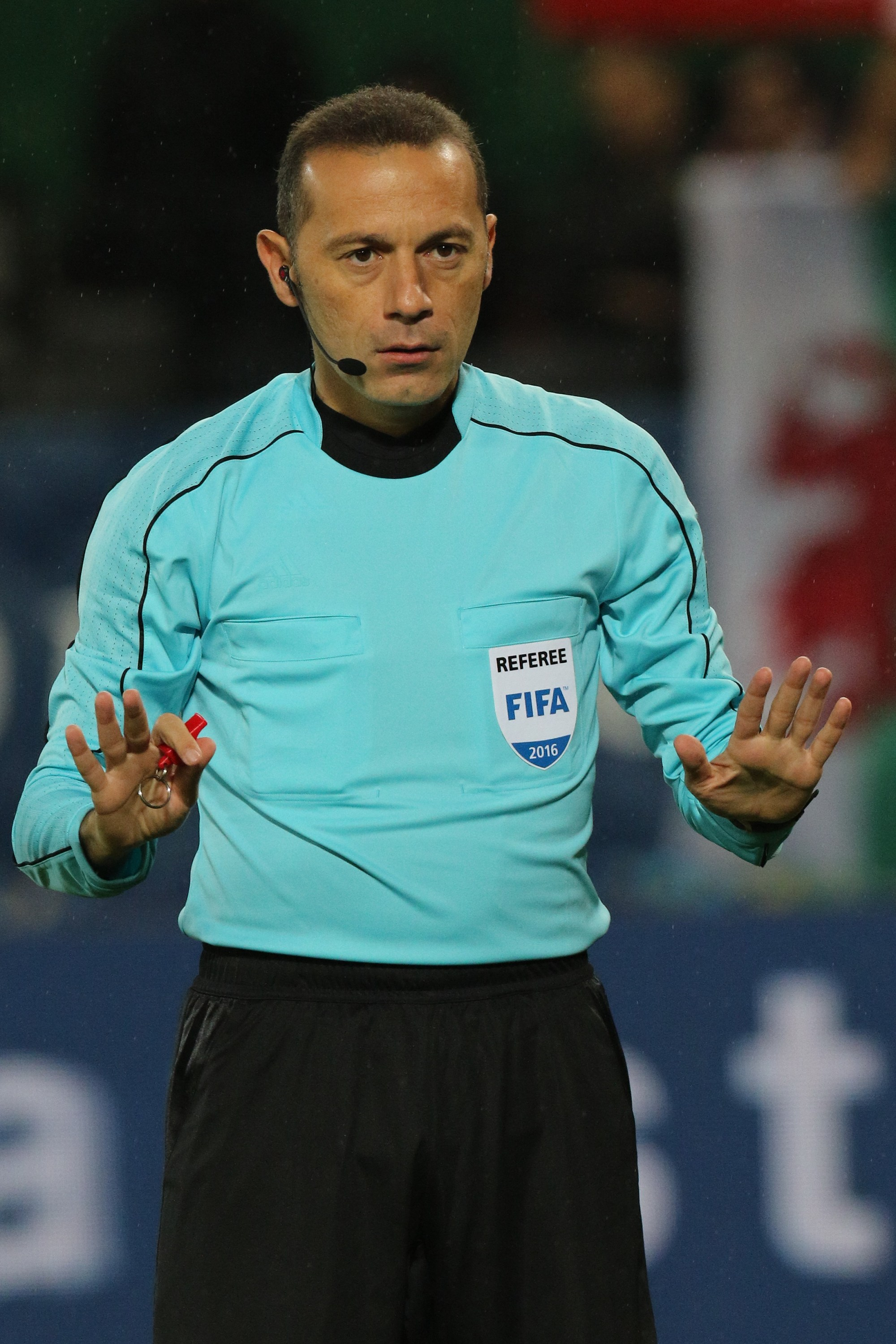
2016年10月のチャクル

2015年6月6日にドイツ・ベルリンのオリンピアシュタディオンで行われた2014-15 UEFAチャンピオンズリーグ決勝・ユベントスvsバルセロナの一戦を担当、イエローカードを3枚提示した。UEFAチャンピオンズリーグ 2015-16 準決勝ではマンチェスター・シティvsレアル・マドリードの1stレグと、アトレティコ・マドリードvsバイエルン・ミュンヘンの2ndレグの2試合を担当。さらに翌年のUEFAチャンピオンズリーグ 2016-17 準決勝でもエスタディオ・ビセンテ・カルデロンで行われたアトレティコ・マドリードとレアル・マドリードの2ndレグ（マドリードダービー）を担当している。
2017–18 UEFAチャンピオンズリーグでは、2017年12月のグループステージ・バイエルン・ミュンヘンとパリ・サンジェルマン と、2018年2月20日のスタンフォード・ブリッジでのラウンド16・バルセロナvsチェルシーの一戦を担当。さらに準決勝のレアル・マドリードvsバイエルン・ミュンヘンの準決勝2ndレグを担当した。 
チャクルは、UEFAチャンピオンズリーグ 2018-19のリバプールvsパリ・サンジェルマンの1stレグを担当した。 
2022年8月5日、トルコサッカー連盟は公式サイトでチャクルが審判員を引退したことを明らかにした。今後は若手審判員の育成に従事するという。

## FIFAワールドカップ
| 2014 FIFAワールドカップ–ブラジル | 2014 FIFAワールドカップ–ブラジル | 2014 FIFAワールドカップ–ブラジル | 2014 FIFAワールドカップ–ブラジル |
| 日付                             | 対戦カード                       | 会場                             | ラウンド                         |
| -------------------------------- | -------------------------------- | -------------------------------- | -------------------------------- |
| 2014年6月17日                    | ブラジル– メキシコ               | フォルタレザ                     | グループステージ                 |
| 2014年6月26日                    | アルジェリア– ロシア             | クリティバ                       | グループステージ                 |
| 2014年7月9日                     | オランダ– アルゼンチン           | サンパウロ                       | 準決勝                           |
| 2018 FIFAワールドカップ–ロシア   |                                  |                                  |                                  |
| 日付                             | 対戦カード                       | 会場                             | ラウンド                         |
| 2018年6月15日                    | モロッコ– イラン                 | セントピーターズバーグ           | グループステージ                 |
| 2018年6月26日                    | ナイジェリア– アルゼンチン       | セントピーターズバーグ           | グループステージ                 |
| 2018年7月11日                    | クロアチア– イングランド         | モスクワ                         | 準決勝                           |